# Nea Smyrni

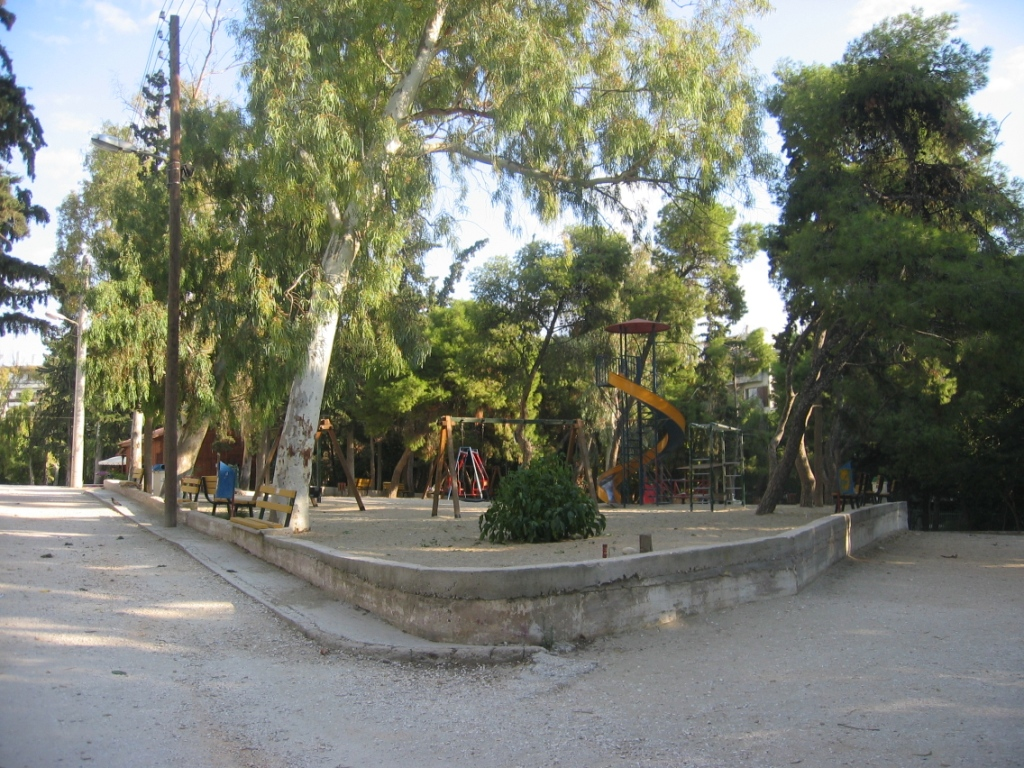
Park (Alsos) in Nea Smyrni.

Nea Smyrni (griechisch Νέα Σμύρνη, (f. sg.)) ist eine griechische Stadt und Stadtgemeinde (Δήμος Νέας Σμύρνης, Dimos Neas Smyrnis) in der Region Attika. Die nur aus der Stadt Nea Smyrni bestehende Gemeinde ist Bestandteil der Metropolregion Athen-Piräus und zählt zu den südlichen Vorstädten der griechischen Hauptstadt.
Nach der Niederlage Griechenlands im Griechisch-Türkischen Krieg (1922) wurde in dem zuvor nur wenig besiedelten Gebiet eine Siedlung für griechische Flüchtlinge aus dem türkischen Izmir (griechisch Smyrni) errichtet, die Nea Smyrni („Neues Smyrni“) genannt wurde. 1928 wohnten dort 210 Einwohner, 1933 waren es schon 6500 Einwohner. 1944 wurde der Ort eine Stadtgemeinde (Dimos) mit dem offiziellen Namen Nea Smyrni.

## Geographie
Die Gemeinde Nea Smyrni befindet sich in der attischen Ebene (Lekanopedio Attikis) unmittelbar südlich der griechischen Hauptstadt Athen. Nea Smyrni hat keine Küste am Saronischen Golf; der nächstgelegene Küstenabschnitt ist der von Paleo Faliro an der Bucht von Faliro.
Im Norden grenzt Nea Smyrni an die Gemeinde Athen (Stadtteil Neos Kosmos), im Nordosten an die Gemeinde Dafni-Ymittos, im Osten und Südosten an die Gemeinde Agios Dimitrios, im Süden und Südwesten an die Gemeinde Paleo Faliro und im Westen und Nordwesten an die Gemeinde Kallithea. Die Grenze zwischen den Gemeinden Nea Smyrni und Kallithea ist die Hauptverkehrsachse Leoforos Syngrou.

## Geschichte
Das heutige Gebiet von Nea Smyrni war vor dem 19. Jahrhundert als „Analatos“ („nicht gesalzen“) bekannt. Der Name wurde dem Gebiet durch eine Süßwasserquelle nahe der Kirche Agios Theodoros verliehen, an deren Stelle sich heute das Panionios-Stadion befindet. Am 24. April 1827 lieferten sich im Rahmen des Griechischen Unabhängigkeitskrieges griechische Aufständische und Truppen des Osmanischen Reichs ein Gefecht um die Eroberung der Akropolis; dieses Gefecht wird auch als „Schlacht von Analatos“ bezeichnet. Im Jahr 1898 erfolgte am 14. Februar auf dem heutigen Gemeindegebiet ein fehlgeschlagenes Attentat auf den griechischen König Georg I. Aus Anlass des folgenlosen Verlaufes des Attentates stiftete die Königin Olga von Griechenland die Kirche Agios Sosti.
Bis zum Beginn des 20. Jahrhunderts war die Gegend von Nea Smyrni bzw. Analatos de facto nicht systematisch besiedelt. Eine erste systematische Besiedlung von Nea Smyrni erfolgte Anfang des 20. Jahrhunderts nach der Eröffnung der Straße von Athen nach Paleo Faliro. Nach der „kleinasiatischen Katastrophe“, der griechischen Niederlage im Griechisch-Türkischen Krieg 1922 mit dem nachfolgend im Vertrag von Lausanne 1923 zwischen Griechenland und der Türkei vereinbarten „Bevölkerungsaustausch“ beschloss die griechische Regierung die Errichtung einer Siedlung für griechische Flüchtlinge aus Kleinasien auf dem Gebiet der heutigen Stadt Nea Smyrni. Der spätere griechische Ministerpräsident Nikolaos Plastiras unterschrieb am 14. August 1923, 20 Tage nach Unterzeichnung des Vertrages von Lausanne, die Verordnung zur Herstellung einer Flüchtlingsunterkunft jenseits des Leoforos Syngrou. Ein Jahr später trat die Verordnung zum „Neuen Plan von Athen“ (griechisch Νέο Σχέδιο Αθηνών) in Kraft, welcher die Errichtung einer städtischen Siedlung für die Flüchtlinge von Smyrna (griechisch Αστικό συνοικισμό των εκ Σμύρνης προσφύγων) vorsah.
Der Bau der Siedlung begann 1926. Zwei Jahre später hatte Nea Smyrni lediglich 210 Einwohner; fünf Jahre später war die Einwohnerzahl auf 6500 gestiegen und erreichte 1940 16.000 Einwohner. 1934 wurde Nea Smyrni eine eigenständige „Landgemeinde“ (griechisch κοινότητα, Kinotita).
Ende April 1941 wurde Nea Smyrni von der Wehrmacht nach dem deutschen Angriff auf Griechenland am 6. April 1941 besetzt. Die deutsche Besatzungszeit dauerte bis Anfang Oktober 1944. Im gleichen Jahr wurde Nea Smyrni Stadtgemeinde (Dimos) und erhielt auch den Namen Nea Smyrni offiziell, welcher an die griechischen Flüchtlinge der Stadt Smyrna (heutiges Izmir) erinnert, die Nea Smyrni bewohnten.
Zwischen 1955 und 1960 begann der Bau von großen Mietshäusern (Polykatikies) um den zentralen Platz von Nea Smyrni und den Platz Chyrsostomou Smyrnis. Gleichzeitig dehnte sich die städtische Bebauung auf das gesamte Gemeindegebiet aus und verschmolz mit der Bebauung der angrenzenden Gemeinden, insbesondere der Stadt Athen mit deren Stadtteil Neos Kosmos im Norden. Anhand der Bebauung können die Gemeindegebiete von Athen und Nea Smyrni analog zur Situation im deutschen Ruhrgebiet nicht mehr unterschieden werden.
| Bevölkerungsentwicklung der Gemeinde Nea Smyrni (Daten nach Volkszählungen) | Bevölkerungsentwicklung der Gemeinde Nea Smyrni (Daten nach Volkszählungen) | Bevölkerungsentwicklung der Gemeinde Nea Smyrni (Daten nach Volkszählungen) | Bevölkerungsentwicklung der Gemeinde Nea Smyrni (Daten nach Volkszählungen) |
| --------------------------------------------------------------------------- | --------------------------------------------------------------------------- | --------------------------------------------------------------------------- | --------------------------------------------------------------------------- |
| Jahr                                                                        | Einwohner                                                                   | Änderung absolut                                                            | Änderung relativ                                                            |
| 1928                                                                        | 210                                                                         | ---                                                                         | ---                                                                         |
| 1933                                                                        | 6.500                                                                       | +6.290                                                                      | +2.995,24 %                                                                 |
| 1940                                                                        | 15.000                                                                      | +8.500                                                                      | +130,77 %                                                                   |
| 1951                                                                        | 22.074                                                                      | +7.074                                                                      | +47,16 %                                                                    |
| 1961                                                                        | 32.865                                                                      | +10.791                                                                     | +48,89 %                                                                    |
| 1971                                                                        | 42.512                                                                      | +9.647                                                                      | +29,35 %                                                                    |
| 1981                                                                        | 67.408                                                                      | +24.896                                                                     | +58,56 %                                                                    |
| 1991                                                                        | 69.749                                                                      | +2.341                                                                      | +3,47 %                                                                     |
| 2001                                                                        | 73.986                                                                      | +4.237                                                                      | +6,07 %                                                                     |

1991 und 2001 betrug der Anteil der Bevölkerung von Nea Smyrni an der des Ballungsraumes Athen-Piräus 2,03 bzw. 2,02 %.

## Verwaltung und Politik

### Verwaltung
Die Gemeinde Nea Smyrni besteht einzig aus der Stadt Nea Smyrni. Diese kann in Nachbarschaften (Gitonies) im Sinne von Stadtteilen unterteilt werden. Stadtteile von Nea Smyrni sind:
- Faros (Φάρος)
- Agia Fotini (Αγία Φωτεινή)
- Alsos (Άλσος)
- Kendro (Κέντρο; Zentrum)
- Chrysaki (Χρυσάκη)
- Agia Paraskevi (Αγία Παρασκευή)
- Mytilinaika (Μυτιληναίικα)
- Loutra (Λουτρά)

Die Stadtteile haben für die Gemeinde Nea Smyrni keine verwaltungsrechtliche Bedeutung. Die Gemeinde Nea Smyrni gehört zum Präfekturbezirk Athen der Region Attika.

### Politik
Bürgermeister ist seit Anfang 2011 Stavros Tsoulakis. Er wurde im zweiten Wahlgang mit 63,69 % der Stimmen gewählt.
Bei den griechischen Parlamentswahlen 2009 erzielte die PASOK 37,4 % (2007:31,72 %) und überflügelte damit – wie im gesamten Griechenland – wieder die Nea Dimokratia, die 27,64 % (2007: 36,35 %) erhielt.

## Wirtschaft, Infrastruktur, Verkehr

### Infrastruktur
Nea Smyrni besitzt alle Grund- (Dimotiko Scholio) und weiterführende Schulen (Gymnasio, Lykio) des griechischen Schulsystems einschließlich Berufsschulen. Diese verteilen sich auf:
- 16 Grundschulen (Dimotika Scholia; Klasse 1 bis 6), davon zwei private Einrichtungen,
- 13 weiterführende Schulen analog der deutschen Sekundarstufe I (Gymnasia; Klasse 6 bis 9), davon zwei private und eine kirchliche (evangelische) Einrichtungen sowie eine private Abendschule, und
- zwölf weiterführende Schulen analog der deutschen Sekundarstufe II (Lykia; Klasse 10 bis 12), davon eine als Abendschule.

Nea Smyrni verfügt über drei Berufsschulen (T.E.E.) und zwölf Kindergärten (Nipiagogia), davon eine Einrichtung in privater Trägerschaft, sowie 13 Kindertagesstätten (Pediki Stathmi). Eine Universität oder eine Fachhochschule befindet sich nicht auf dem Gebiet von Nea Smyrni.
In Nea Smyrni haben die Botschaft von Armenien sowie das Honorarkonsulat von Äquatorialguinea in Griechenland ihren Sitz.
Nea Smyrni besitzt ein größeres Fußball- und Leichtathletik Stadion mit einem Fassungsvermögen von 11.700 Sitzplätzen (ursprüngliches Fassungsvermögen etwa 20.000 Zuschauer). Das Stadion wurde 1939 erbaut und beheimatet gegenwärtig die Profi-Fußballmannschaft von Panionios Athen. Weitere Sporteinrichtungen sind ein Schwimmbad sowie eine Sporthalle.
Die Gemeinde verfügt nicht über ein Krankenhaus oder ein Gesundheitszentrum (Poliklinik). Patienten, welche einer stationären Behandlung bedürfen, müssen die Krankenhäuser und Gesundheitszentren der umliegenden Städte und Gemeinden in Anspruch nehmen. Die grundlegende medizinische Versorgung wird durch niedergelassene Ärzte vorgenommen. Auf die über 73.000 Einwohner kommen dabei drei Radiologen und zwei Diagnostikzentren, vier Gynäkologen, drei Gastroenterologen, zwei Hautärzte, fünf Kardiologen, fünf Mikrobiologen und Laborärzte, fünf Neurologen und Psychiater, 14 Zahnärzte, acht Orthopäden, drei Urologen, sechs Augenärzte, acht Ärzte für Allgemeinmedizin, vier Kinderärzte und zwei Kinderzahnärzte, zwei plastische Chirurgen, vier Pneumologen, zwei Rheumatologen, ein allgemeiner Chirurg, drei Hals-Nasen-Ohrenärzte und sieben Psychologen.

## Kultur, Sport, Persönlichkeiten

### Kultur
Nea Smyrni ist Sitz eines Bistums (Mitropolis) mit einem Bischof (Metropoliten) der griechisch-orthodoxen Kirche Griechenlands an dessen Spitze. Nea Smyrni hat fünf griechisch-orthodoxe Kirchen: Agia Fotini, Agia Paraskevi, Agii Anargyri, Agios Charalambos und Agios Andreas. Bischof des Bistums ist seit 2002 Simeon (bürgerlich Periklis Koutsas).
Jährlich findet in Nea Smyrni das Kulturfestival „Ionische Feiern“ statt, welche von der Gemeindeverwaltung Nea Smyrnis ausgerichtet werden. Die Veranstaltungen finden zumeist im Park der Stadt und dem dort bestehenden Theater statt. Neben diesem verfügt Nea Smyrni noch über ein weiteres Theater.
In der Gemeinde befinden sich fünf Kinos.
Nea Smyrni ist Verlagsort für fünf Zeitungen, welche wöchentlich oder monatlich erscheinen.

### Sport
Nea Smyrni ist Heimstatt von zwei professionellen Sportmannschaften. In der ersten griechischen Fußballliga spielt die Mannschaft von Panionios Athen (vollständiger griechischer Name „PAE Panionios Gymnastikos Syllogos Smyrnis“), welche zweimalig griechischer Pokalsieger wurde. Die Basketball-Abteilung des gleichen Vereins spielt in der ersten griechischen Basketballliga.

### Persönlichkeiten
- Georgios Anomeritis (* 1. August 1945, Nea Smyrni): Politiker der konservativen Partei Nea Dimokratia, im ersten Kabinett des Ministerpräsidenten Kostas Karamanlis (2000–2004) griechischer Minister für Landwirtschaftlichen Aufschwung und Lebensmittel (Agrarminister).[5]